# Gare de Seyssel - Corbonod
Gare de Seyssel - Corbonod vasútállomás Franciaországban, Seyssel településen.

## Vasútvonalak
Az állomást az alábbi vasútvonalak érintik:
- Lyon–Genf-vasútvonal

## Kapcsolódó állomások
A vasútállomáshoz az alábbi állomások vannak a legközelebb:
- Gare de Bellegarde
- Gare de Culoz